# 伊藤篤太郎
伊藤 篤太郎（いとう とくたろう、1866年1月15日（慶応元年11月29日） - 1941年（昭和16年）3月21日）は、日本の植物学者。伊藤圭介の孫。

## 略歴
尾張国に生まれた。父親は本草学者 伊藤圭介の弟子で、圭介の女婿となった伊藤（中野）延吉である。1872年に東京に出て、祖父圭介のもとで植物学を学び、1884年からイギリスのケンブリッジ大学などに私費留学をした。1887年に帰国後、東京府尋常中学校や愛知県尋常中学校、1894年からは鹿児島高等中学造士館で教職についた。
鹿児島時代は、沖縄諸島の植物の収集を行い、後に、松村任三と『琉球植物説』（1899）を発表した。1888年にトガクシソウの学名に関わる「破門草事件」が起きている。1896年に造士館が閉鎖になると、愛知県立第一中学校で教職についた。1897年から1898年には祖父圭介を顕彰する「錦窠翁九十賀寿博物会誌」や「理学博士伊藤圭介翁小伝」の編集、執筆を行った。1921年に東北帝国大学に生物学科が新設されるとその講師となった。著書に「大日本植物図彙」などがある。
1928年に東北帝大を退職して帰京し、以降は論文執筆や講演、祖父圭介の遺した資料の整理などにあたり、1941年、76歳で脳内出血により死去した。

## 家族
- 曽祖父・西山玄道
- 祖父・伊藤圭介 (理学博士)
- 大叔父・大河内存真
- 母・小春（1845-1922） ‐ 圭介の五女
- 父・伊藤延吉（1842-1909） ‐ 医者。小春の婿。名古屋の箙屋・中野喜兵衛の三男。圭介に師事し、蕃書調所に出仕した圭介やその弟子田中芳男を追って上京するも町人身分により同調所への入所が認められず帰郷し、小春の入婿となり、町医者となる。親族によると、篤太郎が生涯に12年ほどしか定職がなかったにもかかわらず裕福に暮らせたのは父ゆずりの資産のおかげであろうという。[6]
- 妹・順子（1870-1954） ‐ 小春・延吉の長女。弁護士と離婚後、金庫商・岩津太兵衛と再婚。子の岩津都希雄は『伊藤篤太郎 初めて植物に学名を与えた日本人』(八坂書房、2016)の著者。[7]
- 妹・良子（1873-） ‐ 芝罘郵便局長・高垣徳治の妻。娘婿に小川恂蔵、孫に小川政亮。大陸から帰国後は筝曲師匠となった。[8]。
- 弟・中野功次郎（1877-） ‐ 11歳で中野幸之助の養嗣子となったが、尋常中学卒業後、北海道に渡り、洞爺村の日本キリスト教会の孤児院事業に参加するなどしたのち、道内・樺太各地で郵便局長を務めた。真岡町で清涼飲料水製造販売の会社も営んだ。[8][9][10][11]
- 弟・保三 ‐ （1879-） ‐ 功次郎を訪ね北海道に渡ったが、行方不明となり功次郎により失踪宣告の申し立てがなされた。[8][12]
- 妹・睦子（1882-） ‐ 長崎医科大学教授・田代豊助の妻。[8]
- 妹・圭子（1887-） ‐ 九州帝国大学医学部教授・小川政修の妻。[13]
- 妻・京子（1881-1959） ‐ 柳本直太郎の二女。1903年、23歳で15歳上の篤太郎と結婚。圭介・謙親子と直太郎は同じ時期に蕃書調所で働いていた。[14]
- 長男・圭彦（1904-1937） ‐ 35歳で病死[15]
- 長女・さくら（1906-）
- 二男・梅松（1908-） ‐ 北海道帝国大学農学部農学家卒業後農林省[16]
- 二女・篤子（1911-）
- 三男・篤男（1914-）
- 四男・篤介（1917-）
- 五男・篤（1921-）